# Virtus Porto San Giorgio
La Virtus Porto San Giorgio, nota come Sangiorgese Basket, è una società di pallacanestro di Porto San Giorgio, in provincia di Fermo. I colori sociali sono il bianco e il rosso.

## Storia
La Sangiorgese Basket viene fondata nel 1932 come Unione Cestistica Sangiorgese. Ha militato per parecchi anni in C, B1 e B2 fino ad arrivare in serie A2 nel 1984-85. La squadra ha avuto come sponsor la Ci.Da. (dal nome del presidente Ciamarra Dario), la Fleming, la Sabelli, la Savelli, con colori biancoverdi, e Sidis tra gli altri. La Sangiorgese militò 5 stagioni in Serie A2.

Sabelli PSG vs. Biklim Rimini, 1987

Inizialmente, col nome di Cida, fu allenata dal sangiorgese Cesare Pancotto che così esordì in Serie A. Le stagioni passate con Pancotto furono le migliori per la Sangiorgese che arrivò nel 1984-85 8ª (15 vittorie su 30) e nel 1985-86 7ª con un record di 16 vittorie su 30 (53.3%) disputando la Coppa Italia nella quale fu eliminata prima in girone e poi ai sedicesimi.
Con l'addio di Pancotto che andò alla Pallacanestro Reggiana la squadra passò in mano a Massimo Mangano. La Fleming disputò una stagione non buona come quella di Pancotto con un record di 9-22. La squadra quindi passò in mano a Vincenzo Romano che concluse 11° (su 16) con 26 punti, in Coppa Italia fu eliminata ai sedicesimi da Pescara. La stagione 1987-1988 iniziò alla guida di Vincenzo Romano che ebbe un inizio disastroso (2 vinte su 11) e alla 12ª giornata fu rimpiazzato da Giulio Melilla che fece arrivare la squadra 12ª con 22 punti. La stagione dopo fu sostituito da Piero Millina che non poté impedire la retrocessione della formazione marchigiana, giunta 15ª con 22 punti. L'anno successivo disputò un ottimo campionato di B1, 1989-90, terminando al terzo posto, ma venendo eliminato nei play-off promozione dalla Pallacanestro Trapani. Nella stagione 1990-91 la Sangiorgese raggiunge il decimo posto e nel 1991/92 il quarto posto e l'accesso ai play-off. Qui viene battuta da Modena. Quattro anni dopo la società si disciolse e la Sangiorgese fallì. Nel 2008 la squadra fu rifondata con il nome di Virtus Basket P.S.Giorgio che in pochi anni riesce a comporre un buon settore giovanile e nel 2013 con la squadra senior viene promossa in serie C regionale. Al termine della stagione sportiva 2017/18 la Virtus Basket P.S.Giorgio perde lo spareggio contro il Castelfidardo e retrocede in serie D regionale, dopo una stagione positiva per la formazione di giovani talenti . Nel 2018/2019 disputa ancora il campionato di serie C per ripescaggio, e nel play-out contro la squadra di Umbertide vince la serie raggiungendo il diritto di disputare nella successiva stagione il settimo campionato di serie C.

## Giocatori
- Massimo Menghini 1987-1989
- Jacopo Maroni 2015-in corso.
- Lorenzo Donzelli 2009-in corso.
- Marco Schiavi 1982-1986

## Campo da gioco
- Palestra Baldassarri;
- Palestra Borgo Rosselli
- PalaSavelli, edificato nel 1988, ha ospitato una sola stagione in A2 la Sangiorgese prima che retrocedesse.